# Vakuumtoilette

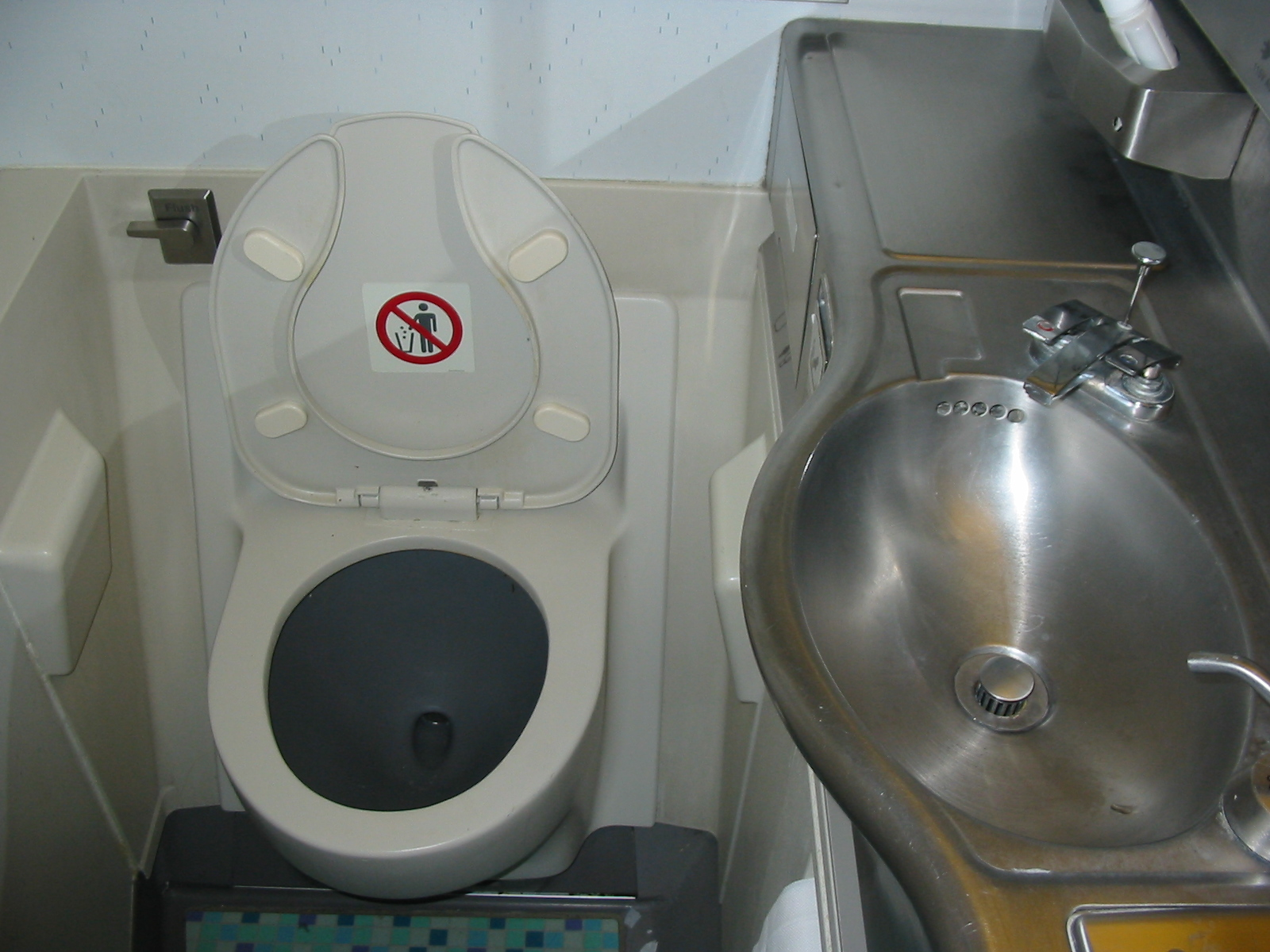
Vakuumtoilette in einer Boeing 747

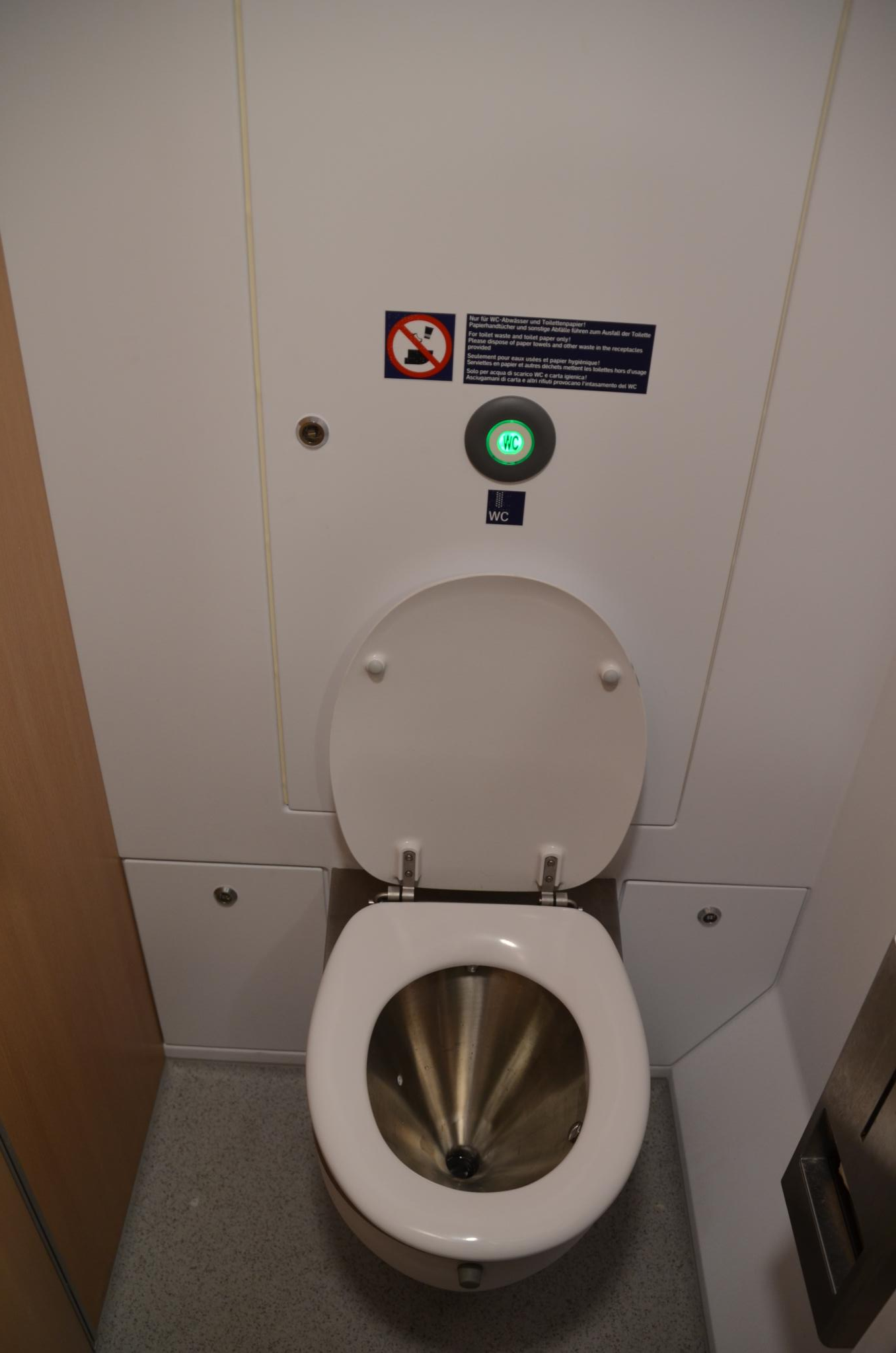
Vakuumtoilette im Intercity-Express (ICE 4)

Eine Vakuumtoilette ist eine Toilette, bei der Spülwasser im Gegensatz zu konventionellen Spültoiletten nicht durch einen Höhenunterschied, sondern mittels Unterdruck beschleunigt und zusammen mit Toilettenpapier, Urin und Fäkalien abgesaugt wird.
Die Toilettenschüssel hat eine kleine Absaugöffnung, die durch ein Ansaugventil (elektronisch oder pneumatisch gesteuert) verschlossen ist. Bei einer Auslösung des Spülvorgangs wird zunächst eine geringe Menge Wasser in die Toilettenschüssel geleitet und vom Ventil am Ablaufen gehindert. Anschließend öffnet sich das Absaugventil.
Durch die große Druckdifferenz kann der Durchmesser der Abwasserleitung verkleinert werden, ohne dass die Gefahr einer Verstopfung zunimmt, zusätzlich ist die Strömungsgeschwindigkeit höher.
Beide Faktoren reduzieren letztendlich den Spülwasserbedarf.

## Einsatzbereiche
Die Vakuum- oder Unterdruck-Entwässerungstoilette wird seit Jahrzehnten in verschiedenen Bereichen eingesetzt, in denen entweder das Spülwasser begrenzt oder die Menge an Abwasser problematisch ist.
Darunter fallen unter anderem der Schiffbau, Flugzeugbau oder das Bahnwesen. Seit einigen Jahren werden Vakuumtoiletten auch in Gebäuden eingesetzt, z. B. den Bürogebäuden der KfW in Frankfurt am Main.
- Vakuumtoiletten werden hauptsächlich als Bordtoiletten in mobilen Installationen verwendet, so auf Schiffen und Booten, Flugzeugen und bei moderneren Eisenbahnen. Sie verbinden den Innenraum eines Flugzeugs oder Schienenfahrzeugs nicht mit der Außenluft, wie es ein Fallrohr-WC täte. Bei mobilen Vakuumtoiletten wird der Fäkalientank regelmäßig entleert.
- Innerhalb der radiologischen Abteilung von Krankenhäusern werden seit längerem stationäre Vakuumtoiletten verbaut, da das Abwasser aufgrund der Medikamente gesondert behandelt werden muss. Je geringer die Ausscheidungen durch Spülwasser verdünnt werden, desto einfacher können die nachfolgenden Schritte durchgeführt werden.  Ein neuerer Einsatzbereich sind Energiesparhäuser, wo neben Energie auch Wasser gespart werden soll: Der Spülvorgang einer Vakuumtoilette verbraucht nur etwa einen Liter Wasser. Außerdem können die Fäkalien gesammelt und ohne schwerwiegende Verdünnung in eine Biogas- oder Kompostanlage abgeführt werden.
- Vakuumtoiletten besonderer Bauart finden in der bemannten Raumfahrt Verwendung: Auf Grund der herrschenden Schwerelosigkeit scheiden Spül- wie auch Fallrohrklos aus, da sie auf die Schwerkraft angewiesen sind, während die Spülung durch einen Luftstrom problemlos funktioniert. Die Klomuschel ist so gebaut, dass sie dicht abschließt, wenn der Benutzer auf ihr Platz nimmt. Zum Urinieren sind solche Toiletten meist zusätzlich mit einem kleinen Trichter an einem Schlauch ausgestattet. Justierbare Bügel hindern den Benutzer am unkontrollierten Umherdriften in der WC-Kabine.

## Hersteller
Zu den größten Herstellern von Vakuumtoiletten zählen im Eisenbahnbereich die EVAC GmbH (Wedel), Monogram Train LLC aus Carson (USA), sowie die Dowaldwerke GmbH (Dippoldiswalde) und im Luftfahrtbereich Collins Aerospace (USA), sowie die AOA (Apparatebau Gauting), welche zur Diehl Aviation Holding GmbH gehört. EVAC und Monogram gehören dem deutschen Konzern Knorr-Bremse an.